# Roézé-sur-Sarthe

Roézé-sur-Sarthe este o comună în departamentul Sarthe, Franța. În 2009 avea o populație de 2,675 de locuitori.